# Farces et Moralités
Farces et Moralités est le titre sous lequel l'écrivain français Octave Mirbeau a publié, en 1904, six petites pièces en un acte, représentées sur diverses scènes parisiennes entre 1894 et 1904 : Vieux ménages (le 20 décembre 1894 au Théâtre d'Application), L’Épidémie (le 14 mai 1898, au Théâtre Antoine), Les Amants (le 25 mai 1901, au Théâtre du Grand Guignol), Scrupules (le 2 juin 1902, au Théâtre du Grand Guignol), Le Portefeuille (le 19 février 1902, au Théâtre de la Renaissance) et Interview (le 1er février 1904, au Théâtre du Grand-Guignol). Deux d’entre elles, Les Amants et Vieux ménages, ont été reprises à la Comédie-Française en 1999.

## Thèmes
Comme à son habitude, Mirbeau y démystifie et y tourne en dérision tout ce qu'un vain peuple respecte aveuglément : la loi, oppressive par nature, et la police, arbitraire et répressive par définition (Le Portefeuille) ; l’amour, une duperie (Les Amants), et le mariage, un marécage (Vieux ménages) ; la richesse, mal acquise, et la réussite sociale, une « grimace » trompeuse dans une société qui repose sur le vol (Scrupules, Vieux ménages) ; la presse, anesthésiante et désinformatrice (Interview), et le personnel politique, indifférent aux misères sociales et seulement soucieux de ses prébendes (L'Épidémie). 
Sa grande originalité est d'étendre la contestation au langage lui-même, grâce auquel les classes dominantes obtiennent la soumission et le respect des dominés et perpétuent un ordre social inégalitaire : le langage est une fausse monnaie qui, loin de permettre une véritable communication, ne sert qu'à entretenir des échanges inégaux entre les classes (L'Épidémie, Le Portefeuille, Interview) et entre les sexes (Les Amants, Vieux ménages).
Mirbeau parvient cependant à nous faire rire de ce qui devrait plutôt nous désespérer, dans le vague espoir que l'étincelle de la conscience nous aidera à mieux vivre, à mieux exercer notre liberté et à mieux nous révolter.

## De la moralité à la farce
Tout en se situant dans la continuité des moralités médiévales, qui avaient un but pédagogique et moralisateur, Mirbeau a choisi délibérément le registre de la farce : le grossissement, l'emballement (voir surtout L'Épidémie et Le Portefeuille), la caricature, les jeux de mots, le grotesque (Les Amants) et l'absurde, révélateur d'un ordre social où tout marche à rebours du bon sens et de la justice (L'Épidémie, Le Portefeuille, Scrupules) sont de mise et garantissent l'indispensable distanciation, sans prétention au moindre réalisme. 
Extrêmement originales et modernes, les Farces et moralités de Mirbeau anticipent tout à la fois le théâtre de Bertolt Brecht, de Marcel Aymé, d'Harold Pinter et surtout d'Eugène Ionesco. Elles rencontrent un succès croissant et nombreuses sont les troupes de théâtre, amateurs ou professionnelles, qui les mettent à leur répertoire.